# Herlev Eagles
Herlev Eagles är en ishockeyklubb från Herlev i Region Hovedstaden nordväst om Köpenhamn grundad 1968. Laget spelar sedan 2011 i Metal Ligaen.